# 来賓市
来賓市（らいひんし）は中華人民共和国広西チワン族自治区に位置する地級市。

## 地理
広西チワン族自治区の中部に位置し、柳州市、桂林市、梧州市、貴港市、南寧市、河池市に接する。

## 歴史
2004年に来賓市の設立。

## 行政区画
1市轄区・1県級市・3県・1自治県を管轄下に置く。
- 市轄区：
  - 興賓区
- 県級市：
  - 合山市
- 県：
  - 象州県・武宣県・忻城県
- 自治県：
  - 金秀ヤオ族自治県

| 来賓市の地図                                           |
| ------------------------------------------------------ |
| 興賓区 忻城県 象州県 武宣県 金秀ヤオ族 · 自治県 合山市 |

### 年表
この節の出典
- 2002年9月29日 - 広西チワン族自治区柳州地区が地級市の来賓市に昇格。(1区1市3県1自治県)
  - 来賓県が区制施行し、興賓区となる。
  - 鹿寨県・融安県・融水ミャオ族自治県・三江トン族自治県が柳州市に編入。

## 交通
鉄道
- 湘桂線（湖南省衡陽市 - 崇左市憑祥市友誼関）

道路
- 桂海高速道路

## 健康・医療・衛生
- 来賓市人民医院